# Conopophaga
Conopophaga – rodzaj ptaków z rodziny mrówkożerów (Conopophagidae).

## Występowanie
Rodzaj obejmuje gatunki występujące w Ameryce Południowej.

## Morfologia
Długość ciała 10,5–15,8 cm, masa ciała 16–43,5 g.

## Systematyka

### Nazewnictwo
Nazwa rodzajowa jest połączeniem słów z języka greckiego: κωνωψ kōnōps, κωνωπος kōnōpos – „komar” oraz -φαγος -phagos – „jedzenie”.

### Podział systematyczny
Do rodzaju należą następujące gatunki:
- Conopophaga melanogaster Ménétriés, 1835 – mrówkożer czarnobrzuchy
- Conopophaga melanops (Vieillot, 1818) – mrówkożer maskowy
- Conopophaga aurita (J.F. Gmelin, 1789) – mrówkożer białouchy
- Conopophaga peruviana Des Murs, 1856 – mrówkożer szaroszyi
- Conopophaga cearae Cory, 1916 – mrówkożer cynamonowy – takson wyodrębniony ostatnio z C. lineata[7]
- Conopophaga castaneiceps P.L. Sclater, 1857 – mrówkożer rudoczelny
- Conopophaga ardesiaca d’Orbigny & Lafresnaye, 1837 – mrówkożer śniady
- Conopophaga roberti Hellmayr, 1905 – mrówkożer czarnogłowy
- Conopophaga lineata (zu Wied, 1831) – mrówkożer rdzawy